# Maud Mortimer
Maud Mortimer (vers 1307 – après août 1345) est une femme de la noblesse anglaise du XIVe siècle.

## Biographie
Maud, née aux alentours de 1307, est le quatrième enfant et la deuxième fille de Roger Mortimer, 3e baron Mortimer de Wigmore, et de Jeanne de Geneville, 2e baronne Geneville. Son père est sous le règne du roi Édouard II l'un des plus puissants barons des Marches galloises : la famille Mortimer descend d'un des compagnons anglo-normands de Guillaume le Conquérant débarqués avec lui en Angleterre en 1066. Sa mère est quant à elle la petite-fille et héritière des barons des Marches et d'Irlande Geoffroy de Geneville et Mahaut de Lacy ; elle est également la petite-nièce de Jean de Joinville, biographe de Saint Louis.
Peu avant le 13 avril 1319, Roger Mortimer fait épouser sa fille Maud à John Charleton, le fils et héritier de John Charleton, 1er baron Cherleton. Cette alliance avantageuse permet à Charleton de voir reconnue sa souveraineté sur le Powys. Le père et le beau-père de Maud prennent part à une rébellion infructueuse contre le roi Édouard II en 1322. À l'issue de celle-ci, les parents et certains membres de la fratrie de Maud sont incarcérés sur ordre du roi, mais Maud elle-même n'est concernée par cette décision, tout comme son beau-père, qui est rapidement relâché après avoir payé une amende. Le reste de la vie de Maud demeure complètement inconnu : la dernière preuve qu'elle est encore en vie date d'août 1345.

## Descendance
De son mariage avec John Charleton, Maud Mortimer a un enfant :
- John Charleton (v. 1334 – 13 juillet 1374), 3e baron Cherleton, épouse Joan de Stafford.